# 1910 na arte

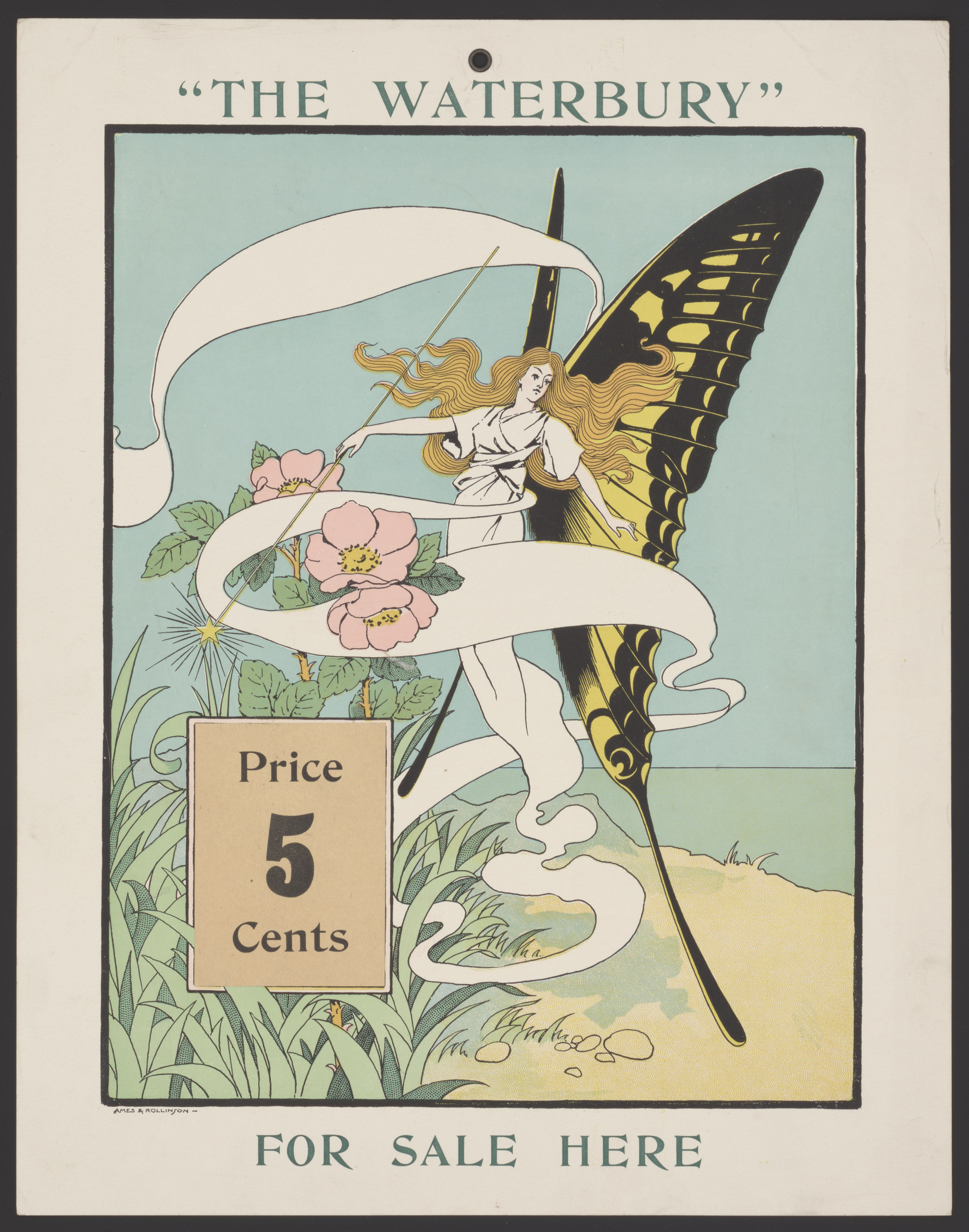
The Waterbury

## Eventos
- 16 de Junho - O Castelo de Beja, em Portugal, é classificado Monumento Nacional.
- O Mosteiro de Jesus, em Aveiro, é classificado como Monumento Nacional.

## Quadros
- O Fado de José Malhoa.
- Le Déjeuner de Manuel Jardim.
- Cabeça de Guilherme de Santa-Rita.

## Nascimentos
| Data          | Nome                             | Profissão                          | Nacionalidade                              | Observações | Ref |
| ------------- | -------------------------------- | ---------------------------------- | ------------------------------------------ | ----------- | --- |
| 29 de janeiro | Colin Middleton                  | pintor                             | Reino Unido (Irlanda)                      | m. 1983     |     |
| 12 de abril   | Gillo Dorfles                    | crítico de arte, pintor e filósofo | Itália                                     |             |     |
| 22 de maio    | Álvaro Perdigão                  | pintor                             | Reino Unido de Portugal, Brasil e Algarves | m. 1994     |     |
| 12 de julho   | Augusto Gomes                    | pintor e professor                 | Reino Unido de Portugal, Brasil e Algarves | m. 1976     |     |
| 9 de outubro  | Estrela da Liberdade Alves Faria | pintora                            | Reino Unido de Portugal, Brasil e Algarves | m. 1976     |     |
| ??            | Xie Zhiliu                       | pintor                             | Império do Grande Qing (China)             | m. 1997     |     |

## Mortes
| Data           | Nome           | Profissão                                           | Nacionalidade  | Observações | Ref |
| -------------- | -------------- | --------------------------------------------------- | -------------- | ----------- | --- |
| 21 de março    | Félix Nadar    | fotógrafo, caricaturista e jornalista               | França         | n. 1820     |     |
| 2 de setembro  | Henri Rousseau | pintor                                              | França         | n. 1844     |     |
| 29 de setembro | Winslow Homer  | pintor                                              | Estados Unidos | n. 1836     |     |
| 14 de novembro | John LaFarge   | pintor, fabricante de vitrais, decorador e escritor | Estados Unidos | n. 1835     |     |
| ??             | Albert Anker   | pintor                                              | Suíça          | n. 1831     |     |

## Prémios
- Prémio Valmor e Municipal de Arquitectura 1910 - Ernesto Korrodi[1].